# 쿠알라룸푸르의 마천루 목록

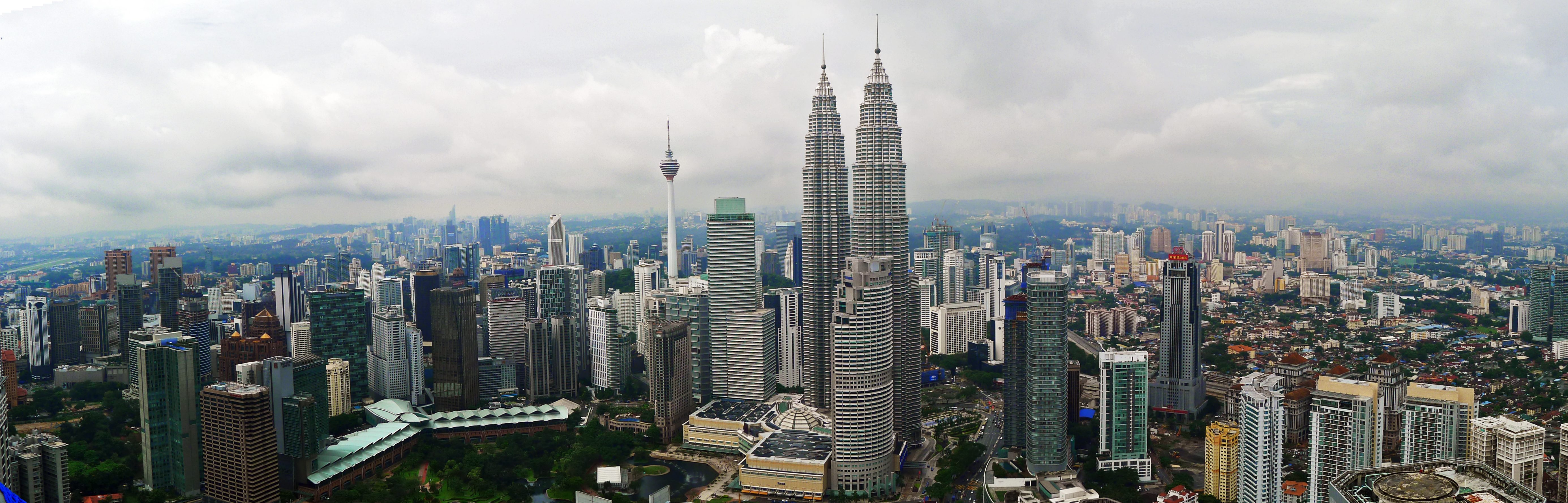
2014년 쿠알라룸푸르의 풍경

쿠알라룸푸르의 마천루 목록은 높이에 따라 말레이시아 쿠알라룸푸르 시의 마천루에 자리 잡고 있다. 세계초고층도시건축학회에 의한 2010년 세계 50대 도시 집적 계획에 따르면, 쿠알라룸푸르는 244개 마천루에서 34,035 미터의 높이를 가진 100 미터 이상의 대부분의 마천루를 도시 중에서 10위를 차지했다. 쿠알라룸푸르 도심에 위치한 페트로나스 트윈 타워는 1998년부터 2004년까지 세계에서 가장 높은 마천루였으며 세계에서 가장 높은 쌍둥이 빌딩으로 남아 있다. 그것은 더 익스체인지 106이 새로운 다가오는 중앙 비즈니스 지구에서 470 미터 (1,542 피트)의 현재 높이로 자리를 잡을 때까지 452 미터 (1,483 피트)의 높이에 서있는 1998년부터 2017년까지 말레이시아에서 가장 높은 마천루이었다.
스카이라인의 다른 두드러진 구조물은 일함 타워와 쿠알라룸푸르 타워다.

## 가장 높은 마천루
여기에는 표준 높이 측정을 기준으로 키가 656.2 피트 (200 미터) 이상인 쿠알라룸푸르의 마천루가 표시된다. 여기에는 첨탑 및 건축 세부 사항이 포함되지만 안테나 마스트는 포함되지 않는다. 기존 구조물은 현재 높이를 기준으로 순위를 매기는 목적으로 포함된다. 이 목록에는 이미 토핑된 공사중인 마천루가 포함된다.
| 순위 | 마천루                              | 사진        | 높이 (m / ft) | 층수 | 완공                                                                    | 좌표                                                                    | 비고 |
| ---- | ----------------------------------- | ----------- | ------------- | ---- | ----------------------------------------------------------------------- | ----------------------------------------------------------------------- | --- |
| 1    | 페트로나스 트윈 타워 1              |             | 452 / 1,483   | 88   | 1998                                                                    | 북위 3° 09′ 28″ 동경 101° 42′ 42.9″ / 북위 3.15778° 동경 101.711917°    | 쿠알라룸푸르(1998-2017)와 이전에 세계에서 가장 높은 마천루(1998-2004)의 이전의 가장 높은 마천루 세계에서 가장 높은 쌍둥이 마천루 |
| 1    | 페트로나스 트윈 타워 2              | 452 / 1,483 | 88            | 1998 |                                                                         | 북위 3° 09′ 28″ 동경 101° 42′ 42.9″ / 북위 3.15778° 동경 101.711917°    | 쿠알라룸푸르(1998-2017)와 이전에 세계에서 가장 높은 마천루(1998-2004)의 이전의 가장 높은 마천루 세계에서 가장 높은 쌍둥이 마천루 |
| 3    | 포 시즌스 플레이스                  |             | 343 / 1,125   | 65   | 2017                                                                    | 북위 3° 09′ 29.2″ 동경 101° 42′ 49.7″ / 북위 3.158111° 동경 101.713806° | T/O |
| 4    | 메나라 텔레콤                       |             | 310 / 1,017   | 55   | 2001                                                                    | 북위 3° 06′ 57.9″ 동경 101° 39′ 56.7″ / 북위 3.116083° 동경 101.665750° | |
| 5    | 일함 바루 타워                      |             | 274 / 899     | 60   | 2015                                                                    | 북위 3° 09′ 31.7″ 동경 101° 43′ 07.6″ / 북위 3.158806° 동경 101.718778° | |
| 6    | 메나라 차리갈리 (페트로나스 타워 3) |             | 267 / 876     | 60   | 2012                                                                    | 북위 3° 09′ 23.6″ 동경 101° 42′ 41″ / 북위 3.156556° 동경 101.71139°    | |
| 7    | 메나라 메이뱅크                     |             | 244 / 801     | 50   | 1988                                                                    | 북위 3° 08′ 50.3″ 동경 101° 41′ 58.3″ / 북위 3.147306° 동경 101.699528° | 쿠알라룸푸르에서 가장 높은 마천루는 1980년대에 지어졌으며, 1988년부터 1998년까지는 소유권 소유자이기도 하다.                     |
| 8    | 더 보그 스위트 원                   |             | 243 / 797     | 63   | 2017                                                                    | 북위 3° 09′ 26.0″ 동경 101° 42′ 18.6″ / 북위 3.157222° 동경 101.705167° | T/O |
| 9    | 그랜드 하얏트 쿠알라룸푸르          |             | 243 / 797     | 37   | 2012                                                                    | 북위 3° 09′ 13.0″ 동경 101° 42′ 44.5″ / 북위 3.153611° 동경 101.712361° | |
| 10   | 반얀 트리 시그니쳐                  |             | 240 / 797     | 55   | 2016                                                                    | 북위 3° 09′ 01.8″ 동경 101° 42′ 49.5″ / 북위 3.150500° 동경 101.713750° | |
| 11   | 비스타 타워                         |             | 238 / 781     | 62   | 1994                                                                    | 북위 3° 09′ 43.3″ 동경 101° 43′ 11.9″ / 북위 3.162028° 동경 101.719972° | 이전에는 엠파이어 타워로 알려져 있었다.                                                                                          |
| 12   | 보텍스 타워                         |             | 235 / 771     | 58   | 2016                                                                    | 북위 3° 09′ 16.6″ 동경 101° 42′ 26.3″ / 북위 3.154611° 동경 101.707306° | |
| 13   | 트로피카나 더 레지던스 & W 호텔     |             | 232 / 761     | 55   | 2017                                                                    | 북위 3° 09′ 30.5″ 동경 101° 42′ 33.9″ / 북위 3.158472° 동경 101.709417° | T/O |
| 14   | 엘리트 파빌리온 타워                |             | 230 / 755     | 50   | 2017                                                                    | 북위 3° 08′ 53.3″ 동경 101° 42′ 45.5″ / 북위 3.148139° 동경 101.712639° | T/O |
| 15   | 펠다 타워                           |             | 216 / 709     | 50   | 2012                                                                    | 북위 3° 09′ 19.6″ 동경 101° 43′ 07.5″ / 북위 3.155444° 동경 101.718750° | |
| 16   | 나자 타워                           |             | 216 / 709     | 50   | 2015                                                                    | 북위 3° 09′ 16.6″ 동경 101° 43′ 07.0″ / 북위 3.154611° 동경 101.718611° | |
| 17   | 메나라 멕시스                       |             | 212 / 696     | 49   | 1998                                                                    | 북위 3° 09′ 29.3″ 동경 101° 42′ 46.8″ / 북위 3.158139° 동경 101.713000° | |
| 18   | 센트럴 레지던스 A                   |             | 210 / 689     | 58   | 2017                                                                    | 북위 3° 08′ 12.9″ 동경 101° 41′ 23.7″ / 북위 3.136917° 동경 101.689917° | T/O |
| 19   | 센트럴 레지던스 B                   |             | 210 / 689     | 58   | 2017                                                                    | 북위 3° 08′ 12.9″ 동경 101° 41′ 23.7″ / 북위 3.136917° 동경 101.689917° | T/O |
| 20   | 앰뱅크 타워                         |             | 210 / 689     | 50   | 1998                                                                    | 북위 3° 09′ 40.6″ 동경 101° 42′ 39.5″ / 북위 3.161278° 동경 101.710972° | |
| 21   | JKG 타워                            |             | 210 / 689     | 32   | 2016                                                                    | 북위 3° 09′ 40.8″ 동경 101° 41′ 45.3″ / 북위 3.161333° 동경 101.695917° | |
| 22   | 더 세인트 레지스 쿠알라룸푸르       |             | 205 / 673     | 48   | 2016                                                                    | 북위 3° 08′ 12.9″ 동경 101° 41′ 19.1″ / 북위 3.136917° 동경 101.688639° | |
| 23   | Q 센트럴 타워 A                     |             | 205 / 673     | 48   | 2014                                                                    | 북위 3° 08′ 11.6″ 동경 101° 41′ 14.7″ / 북위 3.136556° 동경 101.687417° | |
| 24   | Q 센트럴 타워 B                     | 205 / 673   | 48            | 2014 |                                                                         | 북위 3° 08′ 11.6″ 동경 101° 41′ 14.7″ / 북위 3.136556° 동경 101.687417° | |
| 25   | 더 트로이카 타워 3                  |             | 204 / 669     | 50   | 2010                                                                    | 북위 3° 09′ 29.4″ 동경 101° 43′ 04.3″ / 북위 3.158167° 동경 101.717861° | |
| 26   | 버자야 타임스 스퀘어 타워 A         |             | 203 / 666     | 48   | 2003                                                                    | 북위 3° 08′ 33.2″ 동경 101° 42′ 39.9″ / 북위 3.142556° 동경 101.711083° | |
| 27   | 버자야 타임스 스퀘어 타워 B         | 203 / 666   | 48            | 2003 | 북위 3° 08′ 31.9″ 동경 101° 42′ 34.7″ / 북위 3.142194° 동경 101.709639° |                                                                         | |
| 28   | K 레지던스                          |             | 202 / 663     | 52   | 2008                                                                    | 북위 3° 09′ 34.3″ 동경 101° 42′ 47.6″ / 북위 3.159528° 동경 101.713222° | 말레이시아 최초이자 가장 큰 고급 콘도미니엄이다.                                                                                 |
| 29   | 플래티넘 페이스 스위트 타워 A       |             | 200 / 656     | 51   | 2015                                                                    | 북위 3° 09′ 30.9″ 동경 101° 42′ 14.0″ / 북위 3.158583° 동경 101.703889° | |
| 30   | 레 누벨                             |             | 200 / 656     | 49   | 2016                                                                    | 북위 3° 09′ 34.0″ 동경 101° 42′ 44.8″ / 북위 3.159444° 동경 101.712444° | |
| 31   | 롯 G, KL 센트럴                     |             | 200 / 656     | 45   | 2013                                                                    | 북위 3° 08′ 01.3″ 동경 101° 41′ 16.7″ / 북위 3.133694° 동경 101.687972° | |

## 가장 높은 공사중
이 마천루는 쿠알라룸푸르에 공사중인 마천루를 최소 656.2 피트 (200m) 이상 나열한다.
| 순위 | 마천루                          | 높이 (m / ft) | 층수 | 비고                                                                    |
| ---- | ------------------------------- | ------------- | ---- | ----------------------------------------------------------------------- |
| 1    | 메나라 PNB 118                  | 644 / 2,070   | 118  | 말레이시아와 동남아시아에서 가장 높은 마천루일 것이다.                  |
| 2    | 더 익스체인지 106               | 492 / 1,615   | 106  | 메나라 PNB118이 완공되기 전에 말레이시아에서 가장 높은 마천루일 것이다. |
| 3    | 페어몬트 쿠알라룸푸르 타워 A    | 380 / 1,247   | 78   | -                                                                       |
| 4    | 옥슬리 타워 A                   | 341 / 1,119   | 79   | -                                                                       |
| 5    | 버티컬 시티 타워 A              | 310 / 1,017   | 75   | -                                                                       |
| 6    | 켐핀스키 호텔 & 레지던스 타워 C | 308 / 1,010   | 72   | -                                                                       |
| 7    | 콤플렉스 다야부미               | 291 / 955     | 60   | -                                                                       |
| 8    | 미드밸리 타워 오브 라이트       | 283 / 928     | 60   | -                                                                       |
| 9    | 페어몬트 쿠알라룸푸르 타워 B    | 278 / 912     | 59   | -                                                                       |
| 10   | 켐핀스키 호텔 & 레지던스 타워 B | 277 / 911     | 61   | -                                                                       |
| 11   | 스타 레지던스 타워 A            | 265 / 869     | 58   | -                                                                       |
| 12   | 스타 레지던스 타워 B            | 265 / 869     | 58   | -                                                                       |
| 13   | 켐핀스키 호텔 & 레지던스 타워 A | 260 / 853     | 58   | -                                                                       |
| 14   | 에콰토리얼 플라자               | 260 / 853     | 52   | -                                                                       |
| 15   | KLCC 롯 91 (사푸라 HQ)          | 253 / 830     | 53   | -                                                                       |
| 16   | 스타 레지던스 타워 C            | 251 / 823     | 57   | -                                                                       |
| 17   | 이솔라 @ KLCC                   | 250+ / 820+   | 60   | -                                                                       |
| 18   | 더 콜로니 By 인피니텀           | 250 / 820     | 56   | -                                                                       |
| 19   | TA3                             | 240+ / 787+   | 60   | -                                                                       |
| 20   | TA4                             | 240+ / 787+   | 60   | -                                                                       |
| 21   | 옥슬리 타워 B                   | 234 / 768     | 52   | -                                                                       |
| 22   | 스카이 스위트 KLCC 타워 A       | 230 / 755     | 62   | -                                                                       |
| 23   | 스카이 스위트 KLCC 타워 B       | 230 / 755     | 62   | -                                                                       |
| 24   | 스카이 스위트 KLCC 타워 C       | 230 / 755     | 62   | -                                                                       |
| 25   | 아르테 몬트 키아라 타워 A       | 230+ / 755+   | 66   | -                                                                       |
| 26   | 아르테 몬트 키아라 타워 B       | 210+ / 689+   | 60   | -                                                                       |
| 27   | 아르테 몬트 키아라 타워 C       | 200 / 656     | 58   | -                                                                       |
| 28   | PJ 센트럴 가든 시티             | 200+ / 656+   | 60   | -                                                                       |
| 29   | 파빌론 다만사라 하이츠          | 200 m+        | 50+  | -                                                                       |

## 가장 높은 배설물
여기에는 쿠알라룸푸르의 준비 장소 또는 토지 공사에 있는 마천루가 적어도 200m (656.2 피트)가 나열되어 있다.
| 순위 | 마천루                      | 높이 (m) | 층수 | 비고                                     |
| ---- | --------------------------- | -------- | ---- | ---------------------------------------- |
| 1    | 트레이드윈드 스퀘어 타워 A  | 608 m    | 150  | 쿠알라룸푸르에서 미래의 가장 높은 마천루 |
| 2    | BBCC 시그니쳐 타워          | 400 m+   | 80   | -                                        |
| 3    | M101 더 스카이휠 타워 A     | 316 m    | 78   | -                                        |
| 4    | M101 더 스카이휠 타워 B     | 316 m    | 78   | -                                        |
| 5    | 트레이드윈드 스퀘어 타워 B  | 308 m    | 65   | -                                        |
| 6    | 리디벨롭먼트 오브 BB 플라자 | 260 m+   | 60+  | 철거됨                                   |
| 7    | 메나라 트레이드윈드         | 250 m+   | 50   | -                                        |
| 8    | MAS 안넥스 (PNB 1194)       | 250 m    | 50   | 철거됨                                   |
| 9    | 더 트와이 듀플렉스 타워 A   | 200 m+   | 51   | -                                        |
| 10   | 더 트와이 듀플렉스 타워 B   | 200 m+   | 51   | -                                        |

## 가장 높은 제안됨
이 마천루는 쿠알라룸푸르에서 제안된 마천루를 최소 656.2 피트 (200m) 이상 나열한다.
| 순위 | 마천루                           | 높이 (m) | 층수 | 비고                                                          |
| ---- | -------------------------------- | -------- | ---- | ------------------------------------------------------------- |
| 1    | KLCC 이스트 게이트 타워          | 700 m+   | 145  | 쿠알라룸푸르에서 미래의 가장 높은 마천루 중 하나가 될 것이다. |
| 2    | 반다르 말레이시아 아이코닉 타워  | 500 m+   | 100+ | 반다르 말레이시아 프로젝트에서 가장 높은 마천루가 될 것이다.  |
| 3    | 사이버자야 시티 센터             | 450 m+   | 90+  | -                                                             |
| 4    | CREC 레지오날 HQ                 | 450 m+   | 80+  | -                                                             |
| 5    | 랜드마크 타워                    | 400 m+   | 100  | -                                                             |
| 6    | 에코파크 플레이스                | 400 m+   | 80   | -                                                             |
| 7    | 게른만 엠버시 랜드 리디벨롭먼트  | 300 m+   | 79   | -                                                             |
| 8    | KL PWTC 타워                     | 300 m+   | 70   | -                                                             |
| 9    | 탄 총 리디벨롭먼트               | 280 m    | 60   | -                                                             |
| 10   | OSK 타워                         | 270 m+   | 60   | 승인됨                                                        |
| 11   | 앙카사 라야                      | 268 m    | 65   | 승인됨                                                        |
| 12   | 방사르 정션                      | 260 m+   | 60+  | -                                                             |
| 13   | PHB 콘레이 리디벨롭먼트          | 260 m+   | 59   | -                                                             |
| 14   | 페스티벌 레이크 시티             | 250 m+   | 70+  | -                                                             |
| 15   | 롯 D1                            | 250 m+   | 60+  | -                                                             |
| 16   | 엠파이어 시티 2                  | 250 m+   | 60+  | -                                                             |
| 17   | 라이 멩 스쿨 리디벨롭먼트 타워 A | 250 m+   | 60   | -                                                             |
| 18   | 라이 멩 스쿨 리디벨롭먼트 타워 B | 250 m+   | 60   | -                                                             |
| 19   | 콩코드 호텔 & 레지던스           | 250 m+   | 55   | -                                                             |
| 20   | 올림피아 타워                    | 230 m+   | 50   | -                                                             |
| 21   | RHB 카르포크라테스 HQ            | 220 m    | 50   | -                                                             |
| 22   | TNB 타워                         | 210 m    | 34   | -                                                             |
| 23   | 캡스퀘어 서비스드 아파트         | 204 m    | 52   | -                                                             |
| 24   | 트리온 쿠알라룸푸르 타워 A       | 200 m+   | 66   | -                                                             |
| 25   | 트리온 쿠알라룸푸르 타워 B       | 200 m+   | 66   | -                                                             |
| 26   | 리츠 칼튼 리디벨롭먼트           | 200 m+   | 59   | -                                                             |
| 27   | DBKL2 타워                       | 200 m+   | 57   | -                                                             |
| 28   | 플래티넘 파크 레지던스 타워 A    | 200 m+   | 53   | -                                                             |
| 29   | 플래티넘 파크 레지던스 타워 B    | 200 m+   | 53   | -                                                             |
| 30   | 플래티넘 파크 레지던스 타워 C    | 200 m+   | 53   | -                                                             |
| 31   | 플래티넘 파크 레지던스 타워 D    | 200 m+   | 53   | -                                                             |

## 가장 높은 마천루의 타임라인
| 이름                 | 지구                 | 완공된 연도 | 높이 ft / m      | 층수   | 각주        |
| -------------------- | -------------------- | ----------- | ---------------- | ------ | ----------- |
| 콤플렉스 다야부미    | 카와산 페랑간간 푸싹 | 1984 - 1985 | 515 ft / 157 m   | 35층.  | [ 2 ] [ 3 ] |
| 메나라 다토' 온      | 카와산 페랑간간 푸싹 | 1985 - 1988 | 574 ft / 175 m   | 40층.  | [ 4 ] [ 5 ] |
| 메나라 메이뱅크      | 카와산 페랑간간 푸싹 | 1988 - 1998 | 799 ft / 244 m   | 55층.  | ....        |
| 페트로나스 트윈 타워 | KLCC                 | 1998 - 2019 | 1,483 ft / 452 m | 88층.  | ....        |
| 더 익스체인지 106    | 툰 라작 익스체인지   | 2019 - 2021 | 1,615 ft / 492 m | 106층. | [ 6 ] [ 7 ] |
| 메나라 PNB 118       | 올드 다운타운        | 2021 - 2025 | 2,113 ft / 644 m | 118층. | ....        |

## 같이 보기
- 마천루 목록
- 말레이시아의 마천루 목록